# 埃爾瓜爾科縣
埃爾瓜爾科縣（西班牙語：Cantón de El Guarco），是哥斯達黎加的縣份，位於該國西北部，由卡塔戈省負責管轄，首府設於埃爾特哈爾，始建於1939年7月26日，面積167.69平方公里，2011年人口41,793人，人口密度每平方公里249.23人。